# 浦臼駅
浦臼駅（うらうすえき）は、北海道樺戸郡浦臼町字浦臼内にあった北海道旅客鉄道（JR北海道）札沼線（学園都市線）の駅（廃駅）である。事務管理コードは▲130216。

## 歴史

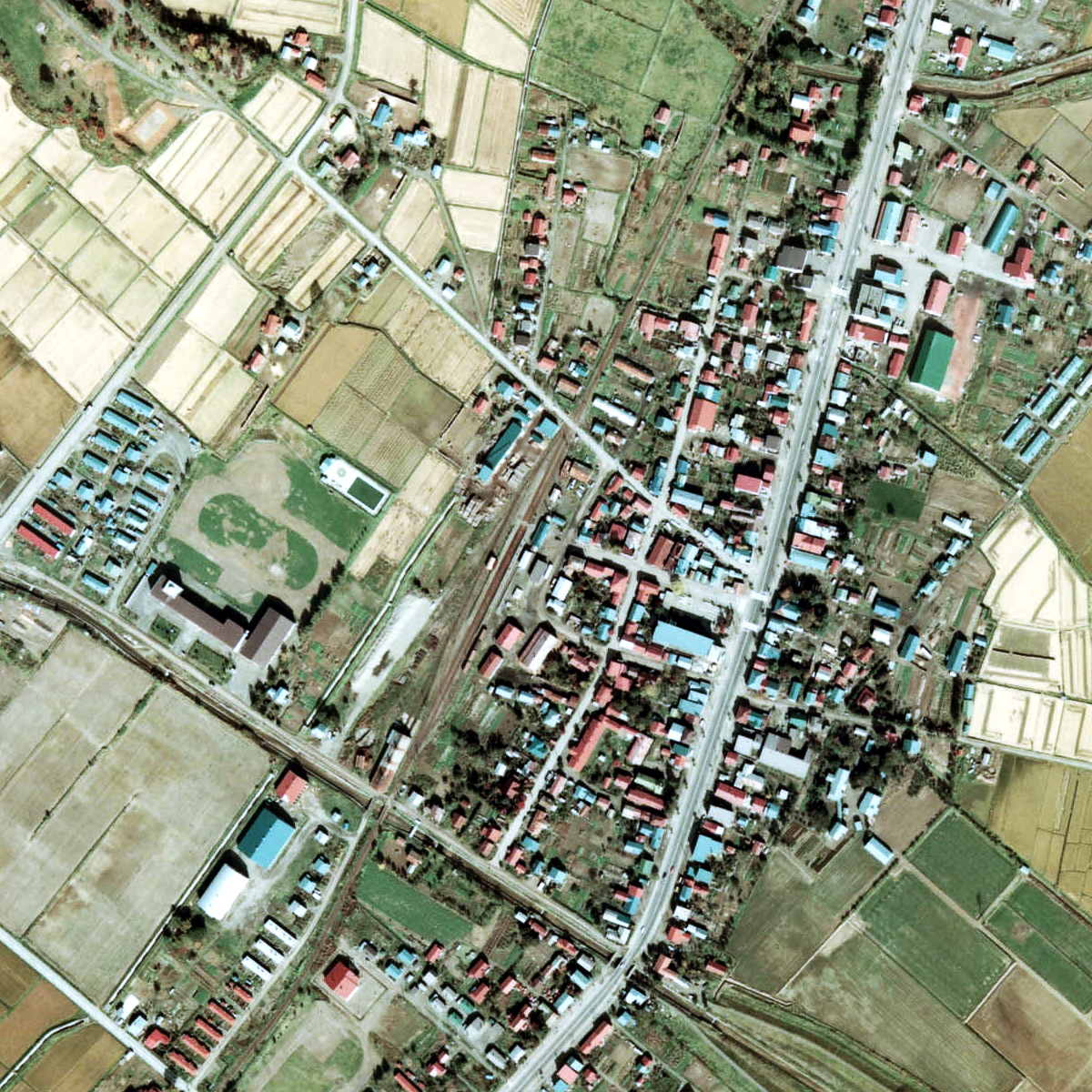
1976年の浦臼駅と周囲約750m範囲。左下が札幌方面。貨物取扱廃止前で貨物ホーム手前には貨車が留置されている。

- 1934年（昭和9年）10月10日：国有鉄道札沼北線 中徳富駅（初代、現在の新十津川駅） - 当駅間の延伸開業に伴い、同線の駅として開業[3][1]。一般駅[4]。
- 1935年（昭和10年）10月3日：国有鉄道の石狩当別駅（現：当別駅） - 当駅間が延伸開業。従来の札沼南線（桑園駅 - 石狩当別駅間）と札沼北線（当駅 - 石狩沼田駅間）が編入・統合され、札沼線が全通[報道 2]。
- 1943年（昭和18年）10月1日：第二次世界大戦の激化に伴い、札沼線の石狩月形駅 - 石狩追分駅間が不要不急線に指定され、営業休止[5]。それに伴い、当駅も営業休止。
- 1946年（昭和21年）12月10日：札沼線の石狩当別駅 - 当駅間が営業再開[6]。それに伴い、当駅も営業再開。
- 1949年（昭和24年）6月1日：日本国有鉄道法施行に伴い、日本国有鉄道（国鉄）に継承。
- 1953年（昭和28年）11月3日：札沼線の当駅 - 雨龍駅間が営業再開[新聞 1]。
- 1979年（昭和54年）2月1日：貨物扱い廃止[4]。
- 1984年（昭和59年）2月1日：荷物扱い廃止[4]。
- 1984年（昭和59年）3月31日：駅員無配置駅となり[新聞 2]、簡易委託化。
- 1987年（昭和62年）4月1日：国鉄分割民営化に伴い、北海道旅客鉄道（JR北海道）に継承[1]。
- 1991年（平成3年）3月16日：札沼線に「学園都市線」の愛称を設定[報道 2][報道 3][7]。
- 1993年（平成5年）頃：簡易委託終了。完全な無人駅となる。
- 1996年（平成8年）3月16日：札沼線（学園都市線）のうち、当駅を含む石狩当別駅 - 新十津川駅間でワンマン運転開始[7]。
- 1997年（平成9年）12月1日：浦臼町営「ふれあいステーション」を併設する新駅舎を供用開始[8][9]。
- 2016年（平成28年）
  - 3月26日：当駅 - 新十津川駅間の運行が1日1往復のみとなる[報道 4][10]。
- 2020年（令和2年）
  - 4月17日：新型コロナウイルス感染症（COVID-19）に関する緊急事態宣言により、4月18日から5月6日まで全列車運休措置。実質的な最終営業日となる[報道 5]。
  - 5月7日：北海道医療大学駅 - 新十津川駅間の廃止と共に廃駅となる[報道 1][新聞 3][新聞 4][新聞 5]。

### 駅名の由来
所在地名（浦臼・浦臼内）より。

## 駅構造
廃止時点で単式ホーム1面1線を有する地上駅であった。
石狩当別駅が管理していた無人駅であった。駅舎が改築された際に「ふれあいステーション」と名付けられた。改築時から歯科医院が入居している。
1982年11月時点では当駅での夜間滞泊が行われていた。1976年時点では、相対式ホーム2面2線と駅裏側に新十津川方から分岐する貨物積卸あるいは留置用の側線、駅舎横の札幌側に櫛型貨物ホームと引込み線を有していた。それ以前には、駅裏側線の北側が木工所に接し、またスイッチバック状に南側の土場横へ伸びていた。この駅裏側線の南端は本線とは合流せず、車庫に向かう2本の車庫線となっており、その外側には転車台が存在した。これらは貨物取扱廃止後に撤去され、現在では当時の面影が全く残っていない。
2020年5月7日の北海道医療大学駅 - 新十津川駅間の廃止にあたって、同日未明にホームに設置されていた駅名標が撤去された。

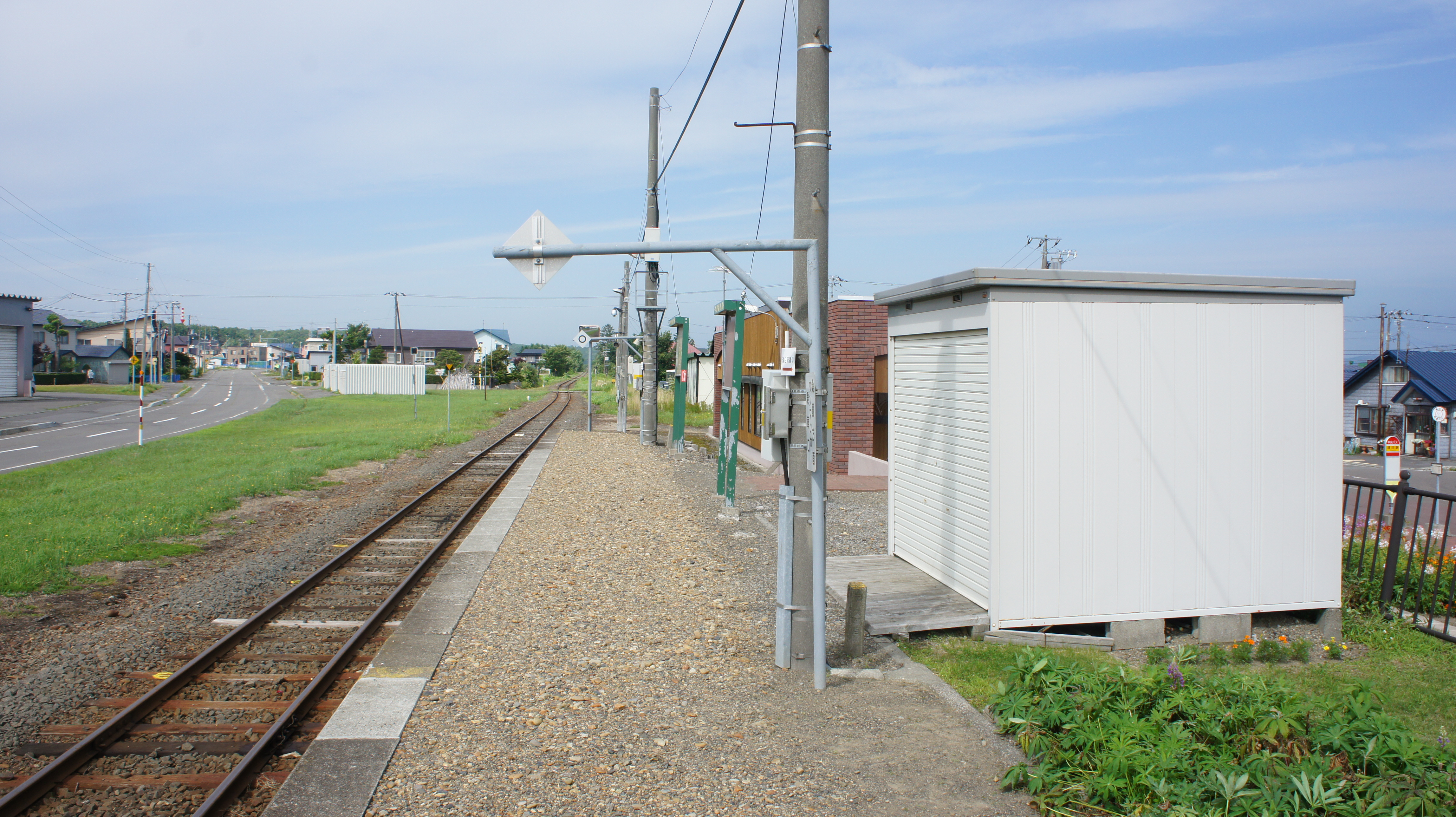
ホーム（2017年8月）
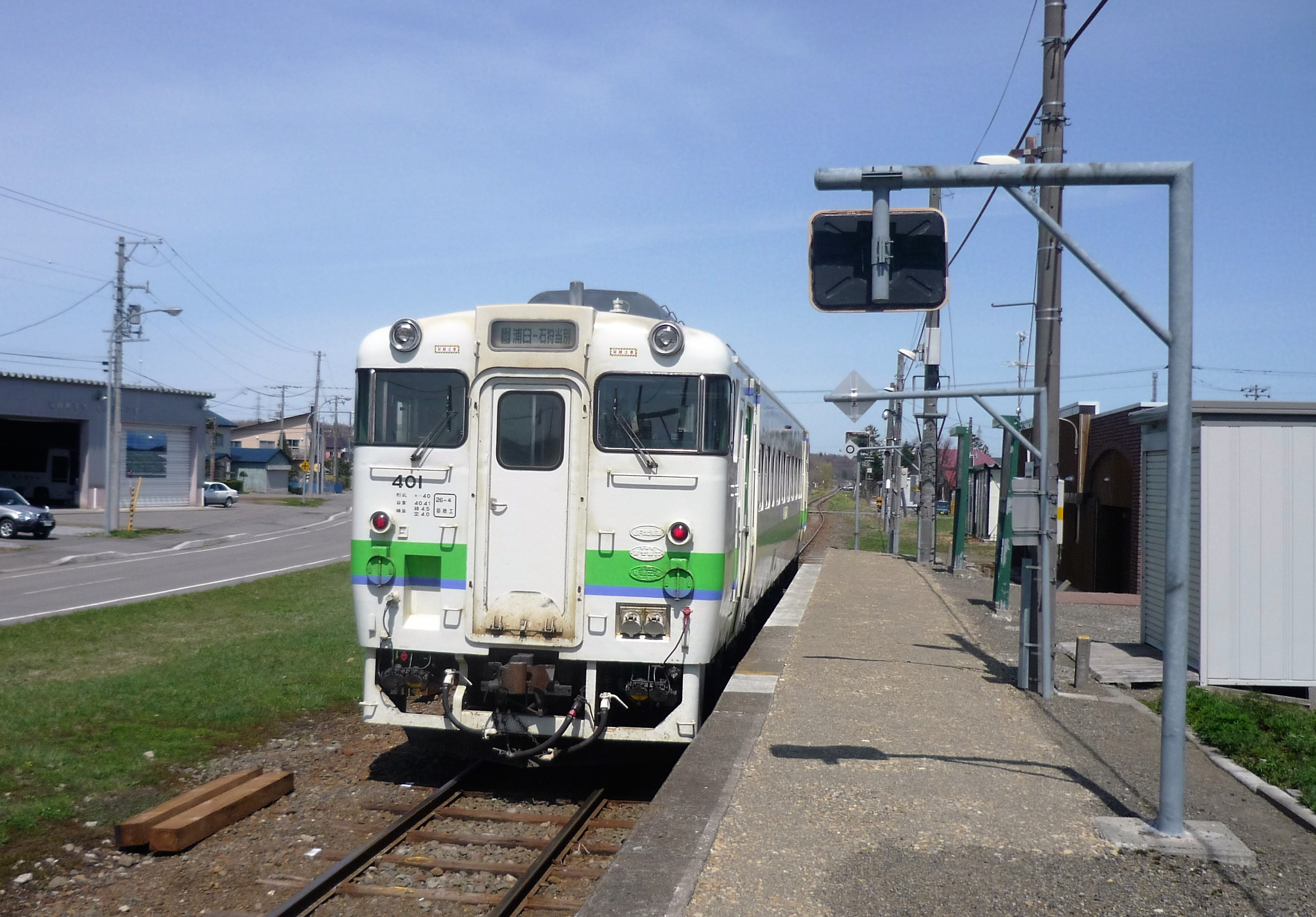
ホームに停車中のキハ40 401 （2016年5月）
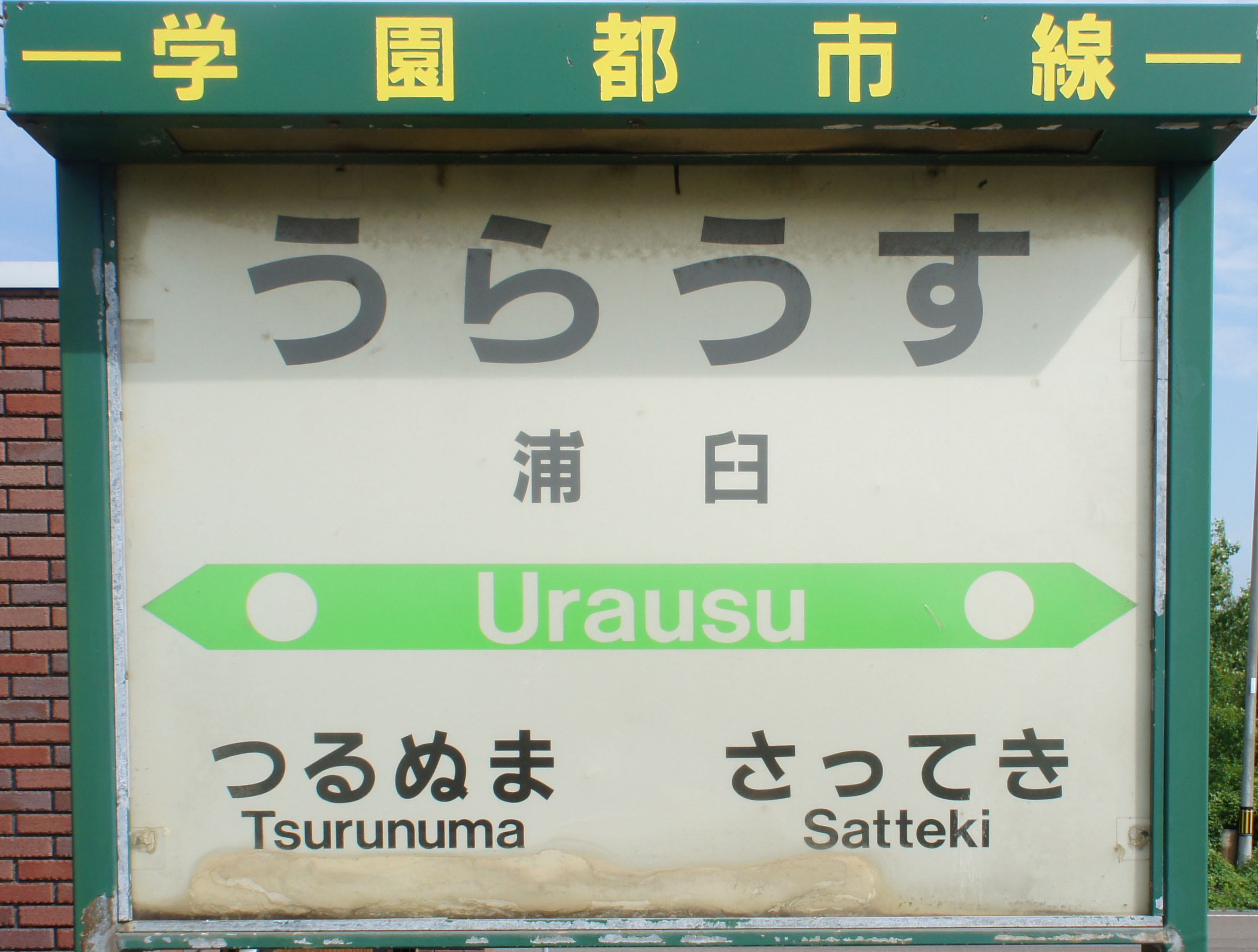
駅名標（2017年8月）

## 利用状況
- 2012 - 2016年（平成24 - 28年）の乗車人員（特定の平日の調査日）平均は14.0人[報道 6]。
- 2013 - 2017年（平成25 - 29年）の乗車人員（特定の平日の調査日）平均は13.2人[報道 7]。
- 2014 - 2018年（平成26 - 30年）の乗車人員（特定の平日の調査日）平均は11.0人[報道 8]。
- 2015 - 2019年（平成27 - 令和元年）の乗車人員（特定の平日の調査日）平均は9.0人[報道 9]。

## 駅周辺
- 北海道道603号浦臼停車場線
- 浦臼町役場
- 滝川警察署浦臼駐在所
- 浦臼郵便局
- 浦臼町立浦臼中学校
- 北門信用金庫浦臼支店
- ピンネ農業協同組合（JAピンネ）浦臼支所
- 浦臼郷土史料館

## バス路線
駅の廃止後も、駅前のバス停留所の名称は「浦臼駅」と称している。
- 浦臼町営バス
  - 浦臼滝川線：滝川駅方面（ジェイ・アール北海道バス石狩線→北海道中央バス滝川浦臼線廃止代替路線）

- 美唄自動車学校（美自校観光バス）
  - 月形浦臼線：月形駅方面（札沼線廃止代替バス）
  - 浦臼砂川線：奈井江駅・砂川駅方面（ジェイ・アール北海道バス石狩線代替路線、浦臼町営バス新うらうす線より移管）

## 隣の駅
北海道旅客鉄道（JR北海道）
札沼線（学園都市線）
札的駅 - 浦臼駅 - 鶴沼駅

### 報道発表資料
1. 1 2  『札沼線（北海道医療大学・新十津川間）の鉄道事業廃止届の提出について』（PDF）（プレスリリース）北海道旅客鉄道、2018年12月21日。オリジナルの2018年12月24日時点におけるアーカイブ。2018年12月24日閲覧。
2. 1 2  『札沼線（学園都市線）の電化について』（PDF）（プレスリリース）北海道旅客鉄道、2009年9月9日。2009年9月14日閲覧。
3. ↑  『札沼線（学園都市線）の電化開業時期について』（PDF）（プレスリリース）北海道旅客鉄道、2011年10月13日。2011年10月17日閲覧。
4. ↑  『3月26日以降の普通列車時刻について』（PDF）（プレスリリース）北海道旅客鉄道、2016年2月8日。2016年2月9日閲覧。
5. ↑  『札沼線（北海道医療大学・新十津川間）最終運行について』（PDF）（プレスリリース）北海道旅客鉄道、2020年4月16日。オリジナルの2020年4月16日時点におけるアーカイブ。2020年4月16日閲覧。
6. ↑  「札沼線(北海道医療大学・新十津川間）」（PDF）『線区データ（当社単独では維持することが困難な線区）』、北海道旅客鉄道株式会社、2017年12月8日。2017年12月10日閲覧。
7. ↑  「札沼線(北海道医療大学・新十津川間）」（PDF）『線区データ（当社単独では維持することが困難な線区）（地域交通を持続的に維持するために）』、北海道旅客鉄道株式会社、2018年7月2日。オリジナルの2017年12月31日時点におけるアーカイブ。2018年7月4日閲覧。
8. ↑  “札沼線（北海道医療大学・新十津川間）” (PDF). 線区データ（当社単独では維持することが困難な線区）(地域交通を持続的に維持するために).   北海道旅客鉄道. p. 3 (2019年10月18日). 2019年10月18日時点のオリジナルよりアーカイブ。2019年10月18日閲覧。
9. ↑  “札沼線（北海道医療大学・新十津川間）” (PDF). 地域交通を持続的に維持するために > 輸送密度200人未満の線区（「赤色」「茶色」5線区）.   北海道旅客鉄道. p. 3 (2020年10月30日). 2020年11月2日時点のオリジナルよりアーカイブ。2020年11月4日閲覧。

### 新聞記事
1. ↑  “札沼線開通”. 北海道新聞 (北海道新聞社). (1953年11月4日)
2. ↑  “「通報」●函館本線蘭越駅ほか29駅の駅員無配置について（旅客局）”. 鉄道公報 (日本国有鉄道総裁室文書課):  p. 4. (1984年3月31日)
3. ↑  “札沼線・北海道医療大学―新十津川　20年5月7日に廃止”. 北海道新聞. (2018年12月8日).  オリジナルの2018年12月17日時点におけるアーカイブ。 2018年12月8日閲覧。
4. ↑  “札沼線廃止、21日にも届け出　JR、沿線4町と覚書調印”. 北海道新聞. (2018年12月21日).  オリジナルの2018年12月23日時点におけるアーカイブ。 2018年12月23日閲覧。
5. ↑  “JR札沼線、北海道医療大学－新十津川間が廃止へ　2020年5月、地元と合意”. 毎日新聞. (2018年12月20日).  オリジナルの2018年12月23日時点におけるアーカイブ。 2018年12月23日閲覧。
6. ↑  “札沼線静かに廃止 新十津川-道医療大 駅名標を撤去”. 北海道新聞. (2020年5月7日).  オリジナルの2020年5月14日時点におけるアーカイブ。 2020年5月14日閲覧。